# Teófilo Gutiérrez
Teófilo Antonio Gutiérrez Rocancio, meglio noto come Teó Gutiérrez (Barranquilla, 17 maggio 1985), è un calciatore colombiano, attaccante del Real Cartagena.

## Carriera

### Club
Nato a Barranquilla e cresciuto nel club locale dell'Atletico Junior, nel 2006 viene mandato in prestito al Barranquilla Fútbol Club dove mette a segno 16 gol in 28 presenze. Nel 2007 torna al Junior e segna il suo primo gol il 2 settembre in un match disputato contro l'Once Caldas. Segna 11 gol nella Copa Mustang 2008 I e 14 in quella del 2009. Nei playoff di quest'ultima ha segnato 6 gol in due gare: 3 al Cúcuta Deportivo e 3 all'Envigado laureandosi così vice-capocannoniere della competizione dietro a Jackson Martínez (18 gol). In totale con il Junior ha collezionato 79 presenze e ha segnato 46 gol. L'IFFHS (Istituto Internazionale di Storia e Statistica del Calcio) lo nomina quarto miglior cannoniere del 2009 preceduto da Samuel Eto'o, Diego Forlan e Marc Janko.
Il 14 gennaio 2010 viene acquistato dai turchi del Trabzonspor per 4,3 milioni di dollari. Da notare la tripletta che ha messo a segno nel 3-0 contro il Bursaspor nella Supercoppa turca. In seguito mette a segno due doppiette in campionato contro Ankaragücü e Sivasspor oltre al gol segnato al Liverpool in Europa League. Il 7 febbraio 2011, dopo aver segnato solo 4 gol in 17 presenze di campionato, viene venduto agli argentini del Racing Avellaneda per 3 milioni di dollari.
Con 11 gol segnati in 16 presenze si laurea capocannoniere del campionato Clausura insieme a Javier Cámpora. Nell'Apertura 2011 contribuisce con i suoi 6 gol in 15 presenze, non contando i due gol messi a segno in altrettante partite della nuova Coppa d'Argentina, al secondo posto finale in classifica e attirando su di sé le attenzioni di club come Inter, Fiorentina, Genoa e Palermo. Durante la permanenza in Argentina si fa notare per un episodio di indisciplina quando estrae negli spogliatoi una pistola giocattolo per minacciare il compagno di squadra Sebastián Saja che lo aveva rimproverato per essersi fatto espellere.
Il 20 dicembre 2012, dopo alcune difficoltà legate alle visite mediche, viene ufficializzato il suo passaggio per tre anni al Cruz Azul.
Nell'estate del 2013 ritorna in Argentina al River Plate, squadra di cui dichiara essere tifoso.
Nel 2014, è stato eletto migliore giocatore del Sudamerica.
Il 19 luglio 2015 viene ceduto a titolo definitivo allo Sporting Lisbona con cui firma un contratto di durata triennale più opzione per un'altra stagione con clausola rescissoria pari a € 40 milioni.

### Nazionale
Debutta ufficialmente il 7 agosto 2009 con la nazionale colombiana, in amichevole ad Houston, contro El Salvador dove gioca da titolare per 65 minuti trovando anche la rete all'esordio, successivamente prende parte alla Copa América 2011. Il 7 settembre 2012 si è reso protagonista con la Colombia nella vittoria per 4-0 sull'Uruguay, segnando una doppietta nell'apertura del secondo tempo. Nel 2014 viene convocato dal commissario tecnico José Pekerman al Campionato mondiale in Brasile. Nel 2015 disputa la Copa América 2015 con i Cafeteros.

## Statistiche

### Presenze e reti nei club
Statistiche aggiornate al 25 dicembre 2020
| Stagione            | Squadra             | Campionato          | Campionato | Campionato | Coppe nazionali | Coppe nazionali | Coppe nazionali | Coppe continentali | Coppe continentali | Coppe continentali | Altre coppe | Altre coppe | Altre coppe | Totale | Totale |
| Stagione            | Squadra             | Comp                | Pres       | Reti       | Comp            | Pres            | Reti            | Comp               | Pres               | Reti               | Comp        | Pres        | Reti        | Pres   | Reti   |
| ------------------- | ------------------- | ------------------- | ---------- | ---------- | --------------- | --------------- | --------------- | ------------------ | ------------------ | ------------------ | ----------- | ----------- | ----------- | ------ | ------ |
| 2006                | Barranquilla        | PB                  | 24         | 10         | -               | -               | -               | -                  | -                  | -                  | -           | -           | -           | 24     | 10     |
| 2007                | Barranquilla        | PB                  | 16         | 6          | -               | -               | -               | -                  | -                  | -                  | -           | -           | -           | 16     | 6      |
| Totale Barranquilla | Totale Barranquilla | Totale Barranquilla | 40         | 16         |                 | -               | -               |                    | -                  | -                  |             | -           | -           | 40     | 16     |
| 2007                | Atlético Junior     | PA                  | 11         | 1          | -               | -               | -               | -                  | -                  | -                  | -           | -           | -           | 11     | 1      |
| 2008                | Atlético Junior     | PA                  | 20         | 11         | -               | -               | -               | -                  | -                  | -                  | -           | -           | -           | 20     | 11     |
| 2009                | Atlético Junior     | PA                  | 44         | 30         | -               | -               | -               | -                  | -                  | -                  | -           | -           | -           | 44     | 30     |
| gen.-giu. 2010      | Trabzonspor         | SL                  | 11         | 0          | CT              | 4               | 0               | -                  | -                  | -                  | -           | -           | -           | 15     | 0      |
| lug. 2010-feb. 2011 | Trabzonspor         | SL                  | 6          | 4          | -               | -               | -               | UEL                | 2                  | 1                  | ST          | 1           | 3           | 9      | 8      |
| Totale Trabzonspor  | Totale Trabzonspor  | Totale Trabzonspor  | 17         | 4          |                 | 4               | 0               |                    | 2                  | 1                  |             | 1           | 3           | 24     | 8      |
| feb.-giu. 2011      | Racing Club         | PD                  | 16         | 11         | -               | -               | -               | -                  | -                  | -                  | -           | -           | -           | 16     | 11     |
| ago. 2011-apr. 2012 | Racing Club         | PD                  | 24         | 8          | CA              | 1               | 2               | -                  | -                  | -                  | -           | -           | -           | 25     | 10     |
| Totale Racing Club  | Totale Racing Club  | Totale Racing Club  | 40         | 19         |                 | 1               | 2               |                    | -                  | -                  |             | -           | -           | 41     | 21     |
| apr.-lug. 2012      | Lanús               | PD                  | 0          | 0          | -               | -               | -               | CL                 | 2                  | 1                  | -           | -           | -           | 2      | 1      |
| lug.-dic. 2012      | Junior              | PA                  | 18         | 5          | -               | -               | -               | -                  | -                  | -                  | -           | -           | -           | 18     | 5      |
| lug. 2013-2014      | River Plate         | PD                  | 27         | 7          | CA              | 0               | 0               | CS                 | 4                  | 2                  | -           | -           | -           | 31     | 9      |
| 2014-lug. 2015      | River Plate         | PD                  | 20         | 15         | CA              | 8               | 1               | CL+CS              | 8+8                | 3+1                | -           | -           | -           | 44     | 20     |
| Totale River Plate  | Totale River Plate  | Totale River Plate  | 47         | 22         |                 | 8               | 1               |                    | 20                 | 6                  | -           | -           | -           | 75     | 29     |
| 2015-2016           | Sporting Lisbona    | PL                  | 23         | 11         | TP+TdL          | 0+1             | 0               | UCL+UEL            | 2+5                | 2+1                | SC          | 1           | 1           | 32     | 15     |
| 2017                | Atlético Junior     | PA                  | 1          | 0          |                 | -               | -               | CS                 | 7                  | 2                  | -           | -           | -           | 8      | 2      |
| 2018                | Atlético Junior     | PA                  | 24         | 9          |                 | -               | -               | CS+CS              | 9+8                | 3+2                | -           | -           | -           | 31     | 9      |
| 2019                | Atlético Junior     | PA                  | 39         | 7          |                 | -               | -               | CS                 | 5                  | 0                  | -           | -           | -           | 44     | 7      |
| 2020                | Atlético Junior     | PA                  | 16         | 2          |                 | -               | -               | CS+CS              | 5+4                | 1+2                | -           | -           | -           | 25     | 5      |
| Totale Junior       | Totale Junior       | Totale Junior       | 173        | 65         |                 | -               | -               |                    | 38                 | 10                 |             | -           | -           | 211    | 75     |
| Totale carriera     | Totale carriera     | Totale carriera     | 341        | 117        |                 | 16              | 7               |                    | 71                 | 21                 |             | 2           | 3           | 430    | 148    |

### Cronologia presenze e reti in nazionale
| Cronologia completa delle presenze e delle reti in nazionale ― Colombia | Cronologia completa delle presenze e delle reti in nazionale ― Colombia | Cronologia completa delle presenze e delle reti in nazionale ― Colombia | Cronologia completa delle presenze e delle reti in nazionale ― Colombia | Cronologia completa delle presenze e delle reti in nazionale ― Colombia | Cronologia completa delle presenze e delle reti in nazionale ― Colombia | Cronologia completa delle presenze e delle reti in nazionale ― Colombia | Cronologia completa delle presenze e delle reti in nazionale ― Colombia |
| Data                                                                    | Città                                                                   | In casa                                                                 | Risultato                                                               | Ospiti                                                                  | Competizione                                                            | Reti                                                                    | Note                                                                    |
| ----------------------------------------------------------------------- | ----------------------------------------------------------------------- | ----------------------------------------------------------------------- | ----------------------------------------------------------------------- | ----------------------------------------------------------------------- | ----------------------------------------------------------------------- | ----------------------------------------------------------------------- | ----------------------------------------------------------------------- |
| 7-8-2009                                                                | Houston                                                                 | Colombia                                                                | 2 – 1                                                                   | El Salvador                                                             | Amichevole                                                              | 1                                                                       | 65’                                                                     |
| 12-8-2009                                                               | East Rutherford                                                         | Colombia                                                                | 1 – 2                                                                   | Venezuela                                                               | Amichevole                                                              | -                                                                       |                                                                         |
| 5-9-2009                                                                | Medellín                                                                | Colombia                                                                | 2 – 0                                                                   | Ecuador                                                                 | Qual. Mondiali 2010                                                     | 1                                                                       |                                                                         |
| 9-9-2009                                                                | Montevideo                                                              | Uruguay                                                                 | 3 – 1                                                                   | Colombia                                                                | Qual. Mondiali 2010                                                     | -                                                                       | 46’                                                                     |
| 30-9-2009                                                               | Dallas                                                                  | Messico                                                                 | 1 – 2                                                                   | Colombia                                                                | Amichevole                                                              | -                                                                       | 63’                                                                     |
| 14-10-2009                                                              | Asunción                                                                | Paraguay                                                                | 0 – 2                                                                   | Colombia                                                                | Qual. Mondiali 2010                                                     | -                                                                       | 77’                                                                     |
| 8-10-2010                                                               | New Jersey                                                              | Colombia                                                                | 1 – 0                                                                   | Ecuador                                                                 | Amichevole                                                              | -                                                                       | 68’                                                                     |
| 12-10-2010                                                              | Chester                                                                 | Stati Uniti                                                             | 0 – 0                                                                   | Colombia                                                                | Amichevole                                                              | -                                                                       | 73’                                                                     |
| 2-7-2011                                                                | San Salvador de Jujuy                                                   | Colombia                                                                | 1 – 0                                                                   | Costa Rica                                                              | Coppa America 2011 - 1º turno                                           | -                                                                       | 69’                                                                     |
| 6-7-2011                                                                | Santa Fe                                                                | Argentina                                                               | 0 – 0                                                                   | Colombia                                                                | Coppa America 2011 - 1º turno                                           | -                                                                       | 87’                                                                     |
| 16-7-2011                                                               | Córdoba                                                                 | Colombia                                                                | 0 – 2 dts                                                               | Perù                                                                    | Coppa America 2011 - Quarti di finale                                   | -                                                                       | 104’                                                                    |
| 3-9-2011                                                                | New Jersey                                                              | Honduras                                                                | 0 – 2                                                                   | Colombia                                                                | Amichevole                                                              | 2                                                                       | 54’ 77’                                                                 |
| 6-9-2011                                                                | Fort Lauderdale                                                         | Giamaica                                                                | 0 – 2                                                                   | Colombia                                                                | Amichevole                                                              | 1                                                                       | 75’                                                                     |
| 11-10-2011                                                              | La Paz                                                                  | Bolivia                                                                 | 1 – 2                                                                   | Colombia                                                                | Qual. Mondiali 2014                                                     | -                                                                       | 78’                                                                     |
| 11-11-2011                                                              | Barranquilla                                                            | Colombia                                                                | 1 – 1                                                                   | Venezuela                                                               | Qual. Mondiali 2014                                                     | -                                                                       | 85’                                                                     |
| 29-2-2012                                                               | Miami Gardens                                                           | Messico                                                                 | 0 – 2                                                                   | Colombia                                                                | Amichevole                                                              | -                                                                       | 67’                                                                     |
| 7-9-2012                                                                | Barranquilla                                                            | Colombia                                                                | 4 – 0                                                                   | Uruguay                                                                 | Qual. Mondiali 2014                                                     | 2                                                                       | 80’                                                                     |
| 11-9-2012                                                               | Santiago del Cile                                                       | Cile                                                                    | 1 – 3                                                                   | Colombia                                                                | Qual. Mondiali 2014                                                     | 1                                                                       |                                                                         |
| 12-10-2012                                                              | Barranquilla                                                            | Colombia                                                                | 2 – 0                                                                   | Paraguay                                                                | Qual. Mondiali 2014                                                     | -                                                                       |                                                                         |
| 14-11-2012                                                              | East Rutherford                                                         | Brasile                                                                 | 1 – 1                                                                   | Colombia                                                                | Amichevole                                                              | -                                                                       | 80’                                                                     |
| 6-2-2013                                                                | Miami Gardens                                                           | Guatemala                                                               | 1 – 4                                                                   | Colombia                                                                | Amichevole                                                              | -                                                                       | 70’                                                                     |
| 22-3-2013                                                               | Barranquilla                                                            | Colombia                                                                | 5 – 0                                                                   | Bolivia                                                                 | Qual. Mondiali 2014                                                     | 1                                                                       |                                                                         |
| 26-3-2013                                                               | Puerto Ordaz                                                            | Venezuela                                                               | 1 – 0                                                                   | Colombia                                                                | Qual. Mondiali 2014                                                     | -                                                                       | 65’                                                                     |
| 11-6-2013                                                               | Barranquilla                                                            | Colombia                                                                | 2 – 0                                                                   | Perù                                                                    | Qual. Mondiali 2014                                                     | 1                                                                       | 80’                                                                     |
| 6-9-2013                                                                | Barranquilla                                                            | Colombia                                                                | 1 – 0                                                                   | Ecuador                                                                 | Qual. Mondiali 2014                                                     | -                                                                       | 81’                                                                     |
| 10-9-2013                                                               | Montevideo                                                              | Uruguay                                                                 | 2 – 0                                                                   | Colombia                                                                | Qual. Mondiali 2014                                                     | -                                                                       | 69’                                                                     |
| 11-10-2013                                                              | Barranquilla                                                            | Colombia                                                                | 3 – 3                                                                   | Cile                                                                    | Qual. Mondiali 2014                                                     | 1                                                                       |                                                                         |
| 19-11-2013                                                              | Amsterdam                                                               | Paesi Bassi                                                             | 0 – 0                                                                   | Colombia                                                                | Amichevole                                                              | -                                                                       | 69’                                                                     |
| 5-3-2014                                                                | Cornellà de Llobregat                                                   | Colombia                                                                | 1 – 1                                                                   | Tunisia                                                                 | Amichevole                                                              | -                                                                       | 46’                                                                     |
| 31-5-2014                                                               | Buenos Aires                                                            | Colombia                                                                | 2 – 2                                                                   | Senegal                                                                 | Amichevole                                                              | 1                                                                       | 46’                                                                     |
| 6-6-2014                                                                | Buenos Aires                                                            | Colombia                                                                | 3 – 0                                                                   | Giordania                                                               | Amichevole                                                              | -                                                                       | 46’                                                                     |
| 14-6-2014                                                               | Belo Horizonte                                                          | Colombia                                                                | 3 – 0                                                                   | Grecia                                                                  | Mondiali 2014 - 1º turno                                                | 1                                                                       | 76’                                                                     |
| 19-6-2014                                                               | Brasilia                                                                | Colombia                                                                | 2 – 1                                                                   | Costa d'Avorio                                                          | Mondiali 2014 - 1º turno                                                | -                                                                       |                                                                         |
| 28-6-2014                                                               | Rio de Janeiro                                                          | Colombia                                                                | 2 – 0                                                                   | Uruguay                                                                 | Mondiali 2014 - Ottavi di finale                                        | -                                                                       | 68’                                                                     |
| 4-7-2014                                                                | Fortaleza                                                               | Brasile                                                                 | 2 – 1                                                                   | Colombia                                                                | Mondiali 2014 - Quarti di finale                                        | -                                                                       | 70’                                                                     |
| 5-9-2014                                                                | Miami Gardens                                                           | Brasile                                                                 | 1 – 0                                                                   | Colombia                                                                | Amichevole                                                              | -                                                                       | 56’ 64’                                                                 |
| 14-10-2014                                                              | New Jersey                                                              | Canada                                                                  | 0 – 1                                                                   | Colombia                                                                | Amichevole                                                              | -                                                                       | 71’                                                                     |
| 14-11-2014                                                              | Londra                                                                  | Stati Uniti                                                             | 1 – 2                                                                   | Colombia                                                                | Amichevole                                                              | 1                                                                       | 89’                                                                     |
| 30-3-2015                                                               | Abu Dhabi                                                               | Colombia                                                                | 3 – 1                                                                   | Kuwait                                                                  | Amichevole                                                              | -                                                                       | 46’                                                                     |
| 6-6-2015                                                                | Buenos Aires                                                            | Colombia                                                                | 1 – 0                                                                   | Costa Rica                                                              | Amichevole                                                              | -                                                                       | 63’                                                                     |
| 14-6-2015                                                               | Rancagua                                                                | Colombia                                                                | 0 – 1                                                                   | Venezuela                                                               | Coppa America 2015 - 1º turno                                           | -                                                                       | 72’                                                                     |
| 17-6-2015                                                               | Santiago del Cile                                                       | Brasile                                                                 | 0 – 1                                                                   | Colombia                                                                | Coppa America 2015 - 1º turno                                           | -                                                                       | 20’ 76’                                                                 |
| 21-6-2015                                                               | Temuco                                                                  | Colombia                                                                | 0 – 0                                                                   | Perù                                                                    | Coppa America 2015 - 1º turno                                           | -                                                                       |                                                                         |
| 26-6-2015                                                               | Viña del Mar                                                            | Argentina                                                               | 0 – 0 (5 – 4 dtr)                                                       | Colombia                                                                | Coppa America 2015 - Quarti di finale                                   | -                                                                       | 24’                                                                     |
| 8-9-2015                                                                | Harrison                                                                | Colombia                                                                | 1 – 1                                                                   | Perù                                                                    | Amichevole                                                              | -                                                                       | 73’                                                                     |
| 8-10-2015                                                               | Barranquilla                                                            | Colombia                                                                | 2 – 0                                                                   | Perù                                                                    | Qual. Mondiali 2018                                                     | 1                                                                       | 43’ 76’                                                                 |
| 14-10-2015                                                              | Montevideo                                                              | Uruguay                                                                 | 3 – 0                                                                   | Colombia                                                                | Qual. Mondiali 2018                                                     | -                                                                       | 58’                                                                     |
| 17-11-2015                                                              | Barranquilla                                                            | Colombia                                                                | 0 – 1                                                                   | Argentina                                                               | Qual. Mondiali 2018                                                     | -                                                                       | 58’                                                                     |
| 25-1-2017                                                               | Rio de Janeiro                                                          | Brasile                                                                 | 1 – 0                                                                   | Colombia                                                                | Amichevole                                                              | -                                                                       | 46’                                                                     |
| 13-6-2017                                                               | Getafe                                                                  | Camerun                                                                 | 0 – 4                                                                   | Colombia                                                                | Amichevole                                                              | -                                                                       | 46’                                                                     |
| 5-9-2017                                                                | Barranquilla                                                            | Colombia                                                                | 1 – 1                                                                   | Brasile                                                                 | Qual. Mondiali 2018                                                     | -                                                                       | 71’                                                                     |
| 5-10-2017                                                               | Barranquilla                                                            | Colombia                                                                | 1 – 2                                                                   | Paraguay                                                                | Qual. Mondiali 2018                                                     | -                                                                       | 63’                                                                     |
| Totale                                                                  |                                                                         | Presenze                                                                | 52                                                                      |                                                                         | Reti (7º posto)                                                         | 15                                                                      |                                                                         |

## Palmarès

### Club

#### Competizioni nazionali
- Coppa di Turchia: 1

Trabzonspor: 2009-2010
- Supercoppa di Turchia: 1

Trabzonspor: 2010
- Campionato argentino: 1

River Plate: Final 2014
- Supercoppa di Portogallo: 1

Sporting CP: 2015
- Copa Colombia: 1

Atletico Junior: 2017
- Campionato colombiano: 2

Atletico Junior: 2018, 2019

#### Competizioni internazionali
- Copa Sudamericana: 1

River Plate: 2014
- Recopa Sudamericana: 1

River Plate: 2015

### Individuale
- Calciatore sudamericano dell'anno: 1

2014